# Комплекс з виробництва добрив у Талоджі
Комплекс з виробництва добрив у Талоджі – підприємство індійської хімічної промисловості, майданчик якого знаходиться на північний схід від Мумбаї. Належить компанії Deepak Fertilisers And Petrochemicals Corporation Limited (DFPCL).
Розвиток майданчику почався у 1983 році із запуску лінії виробництва аміаку. За кілька років вирішили використовувати аміак для виробництва нітратної кислоти з подальшим їх використанням у продукуванні гранульованого нітрату амонію низької щільності (використовується у промисловості як вибухівка) та нітроамофосу (комплексне добриво, яке є сумішшю аміачної селітри та фосфату амонію). Вони стали до ладу в 1991 (за іншими даними – 1992) році та первісно мали проектну річну потужність на рівні 88 тисяч тон нітратної кислоти (з них 33 тисячі тон концентрованої), 36 тисяч тон нітрату амонію низької щільності та 230 тисяч тон нітроамофосу.
В подальшому потужність підприємства зросла багаторазово. Так, в бюджетному році 2001/2002 потужність по нітрату амонію низької щільності та нітроамофосу довели до 100 та 300 тисяч тон відповідно. В 2010-му підприємство додало ще одне виробництво технічного нітрату амонію потужністю 300 тисяч тон на рік, а в 2017-му запустило лінію комплексного добрива з річним показником у 600 тисяч тон – щоправда, на цей раз мова йшла про ще більш комплексне добриво, NPK (азотнофосфорнокалійне). Станом на 2022-й майданчик вже міг випускати 490 тисяч тон технічного нітрату амонію та 800 тисяч тон NPK.
Відповідно зростали і можливості з випуску напівфабрикату – нітратної кислоти. Так, в році 2004/2005 потужність лише по концентрованій кислоти досягнула 79 тисяч тон, а в 2009-му майданчик отримав можливість продукувати 1350 тон розбавленої кислоти на добу. Станом на кінець 2010-х комплекс у Талоджі вже мав річну потужність на рівні 839 тисяч тон нітратної кислоти (з них 139 тисяч тон концентрованої).
Необхідну для випуску нітроамофосу фосфатну кислоту DFPCL імпортувала. Так само, з урахуванням масштабного розширення виробництва, доводилось ввозити значні обсяги аміаку, оскільки завод міг продукувати лише 128 тисяч тон цього продукту. З урахуванням цього підприємство має власний резервуарний парк в Порту Джавахарлала Неру, до якого входять два резервуари для фосфатної кислоти ємністю по 7 тисяч м3 та один резервуар, здатний вмістити 15 тисяч тон аміаку. Вони сполучені з розташованим за 4,5 км причалом двома трубопроводами діаметром по 400 мм (по одному під кожний вид продукту). Доставка фосфатної кислоти та аміаку з порту на майданчик заводу відбувається автоцистернами. Ще одним важливим імпортованим продуктом для підприємства є хлорид калію, без якого неможливий випуск NPK. 
З метою послаблення залежності від зовнішніх постачальників, в комплексі DFPCL в 2023-му мали ввести в дію друге виробництва аміаку річною продуктивністю 520 тисяч тон.
Ще одним комплексним добривом для підприємства виступає сірка гранульована з бентонітом.
Також можливо відзначити, що на початку 1990-х в Талоджі ввели в дію виробництво метанолу, яке станом на кінець 2010-х мало продуктивність у 100 тисяч тон на рік.
Як сировину для випуску аміаку майданчик в Талоджі використовує природний газ, що надходить по системі Уран/Хазімалангваді – Талоджа.
В бюджетному році 2004/2005 завод запустив власну електростанцію потужністю 9 МВт.